# Jakub Hanibal I. z Hohenemsu
Jakub Hanibal I. z Hohenemsu (německy Jakob Hannibal I. von Hohenems; 13. května 1530 Bludenec – 27. prosince 1587 Hohenems) byl říšský hrabě ze šlechtického rodu pánů z Hohenemsu a vojevůdce vojsk papežského státu a španělských Habsburků.

## Život
Jakub Hanibal (toho jména v rodu první) se narodil jako prvorozený syn Volfa Dětřicha z Hohenemsu a Kláry Medicejské. Část mládí strávil v severní Itálii u svého strýce Jana Jakuba Medicejského, vévody z Marignana a markraběte z Mussa a Lecca. Rozhodl se, stejně jako jeho otec, pro vojenskou kariéru žoldnéře ve službách špenělských a rakouských Habsburků. Důležitý byl pro jeho kariéru také druhý strýc, Giovanni Angelo Medicejský, intronizovaný v lednu roku 1560 jako papež Pius IV.
Jeho strategické a rozhodovací schopnosti velitele musely být značné, stejně jako štěstí, že 40 let v čele vojenských střetnutí přežil. Již prvních deset let jeho úspěšného velení ocenil král Ferdinand I. Habsburský 27. dubna 1560 tím, že ho povýšil do říšského hraběcího stavu a jeho panství Ems bylo povýšeno na svobodné říšské hrabství Hohenems.
Roku 1565 se Jakub Hanibal oženil s Hortensií Boromejskou z Arony (1547–1578), nevlastní sestrou sv. Karla Boromejského, tehdy již kardinála a milánského arcibiskupa. Hortensie byla také neteří papeže Pia IV. Ve stejném roce byl Jakub Hanibal jmenován vrchním velitelem papežského vojska. V roce 1567 obdrželi Hohenemsové od arcivévody Ferdinanda Tyrolského balivát Feldkirch a Bregenz. Jakub Hannibal I. opustil starý rodový hrad Alt-Ems od roku 1566 mu Martino Longhi projektoval novou pevnost.
S vlastními jednotkami žoldnéřů bojoval ve službách Španělů v Itálii, Francii a Maroku. Se třemi tisíci mužů bojoval v roce 1564 proti barbarským korzárům, kteří byli spojenci Osmanských Turků. Roku 1571 se zúčastnil bitvy u Lepanta. V letech 1574 a 1578–1579 působil jako armádní velitel německých pluků ve službě španělského krále Filipa II. v Nizozemí. Dva roky byl vrchním velitelem v Antverpách.

## Rodina

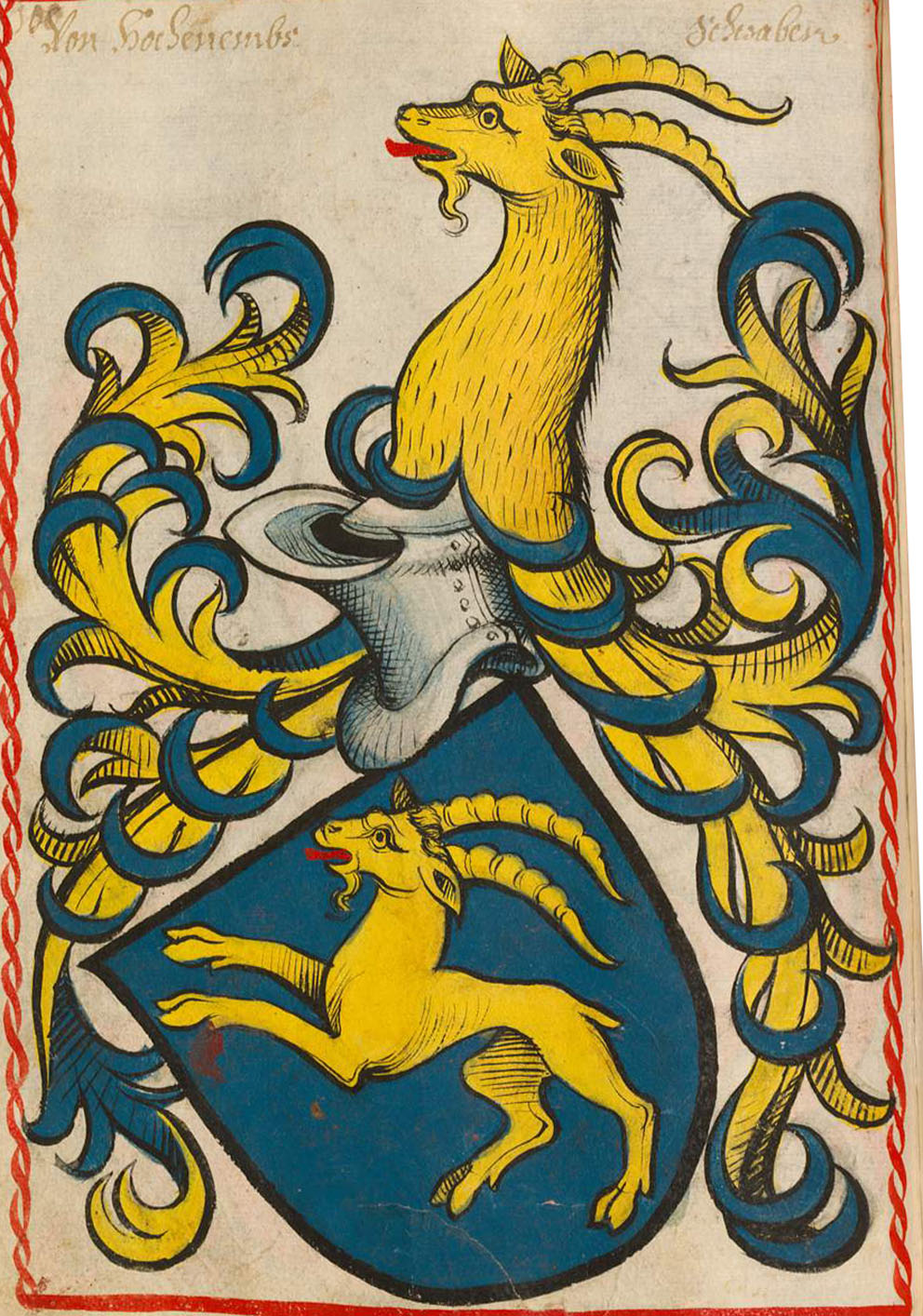
Erb rodu pánů z Emsu, 1450

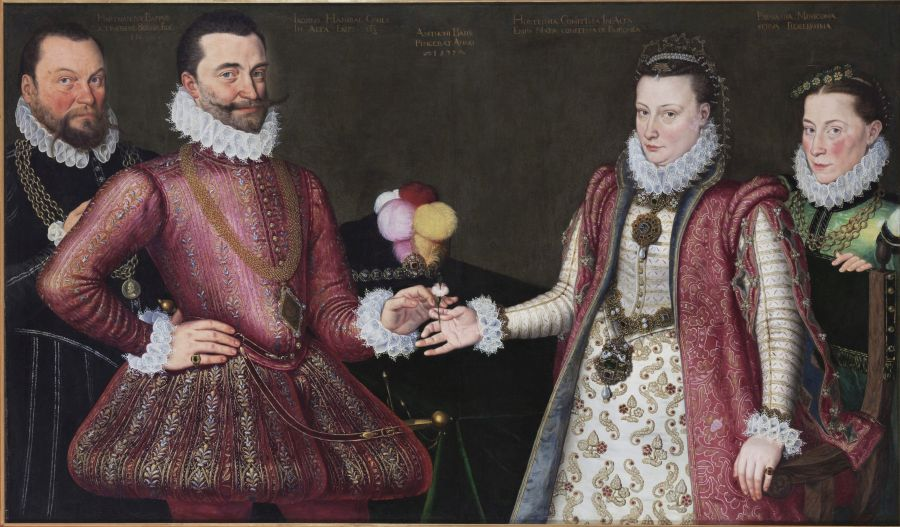
Anthoni Beys: Jakub Hanibal I. z Hohenemsu a Hortensie Borromejská se služebníky, rok 1577

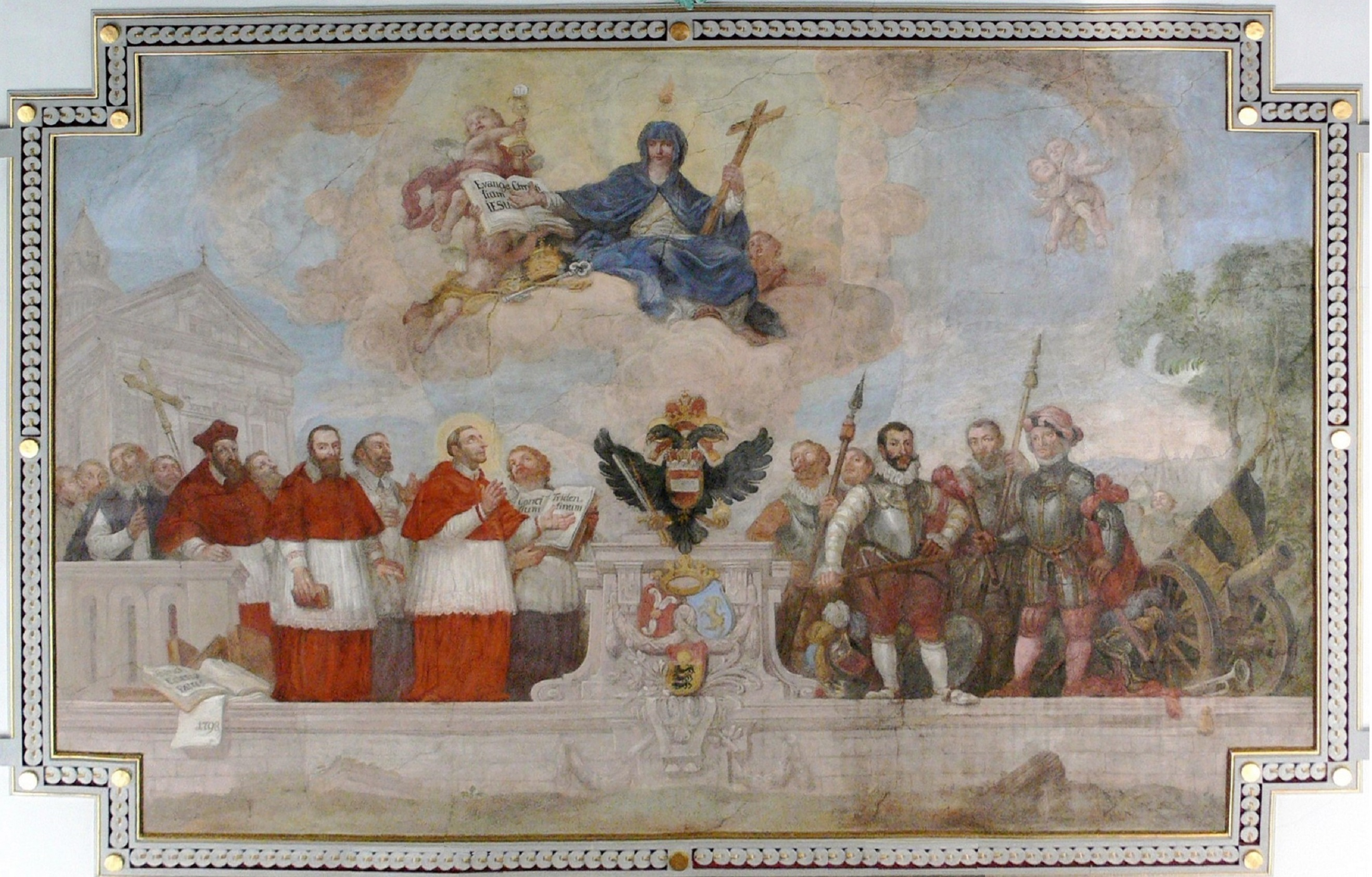
Portréty Hohenemsů a Borromeů, freska Tridentinum z kostela sv. Karla Boromejského v Hohenemsu (1797), Jakub Hanibal I. je první vpravo od erbu.

S Hortenzií rozenou Boromejskou z Arony (1550–27. prosince 1578) měl pět dětí:
- Markéta (* 1566)
- Klára (* 1572)
- Kašpar z Hohenemsu (1573–1638), zdědil panství a oženil se s Eleonorou Filipínou, rozenou hraběnkou z Welsbergu a Primöru. V roce 1613 získal hrabství Vaduz a Schellenberské panství od Karla Ludvíka ze Sulzu, které tvoří dnešní knížectví Lichtenštejnsko.
- Markus Sittikus IV. z Hohenemsu (1577–1619) byl určen k církevní kariéře. Od 13 let získával kanonikáty kapitul v Kostnici, Brixenu. V letech 1612 až 1619 byl knížetem-arcibiskupem v Salcburku a kardinálem. Začal budovat salcburskou katedrálu podle projektu Vincenza Scamozziho s přispěním Simona Solariho.
- Volf Dětřich (* 1578) zemřel krátce po narození i s matkou.

Díky tomu, že Jakub Hanibal za svého pobytu v Antverpách v letech 1574–1576 angažoval vlámského malíře–portrétistu Anthonise Beyse, dochovaly se čtyři rodinné portréty, které věrně zachycují všechny členy rodiny do roku 1578 a při hostině také dvě desítky členů širší rodiny včetně Karla Boromejského. Portrétní galerie se s poslední dědičkou rodu Ernestinou z Langetu dostala z Hohenemsu na zámek Bystré u Poličky a po její smrti roku 1868 měla připadnout Rakouské koruně. Nyní je vystavena v Městském muzeu a galerii v Poličce.